# 邱海燕
邱海燕（1974年6月17日—），中国足球运动员，中国国家女子足球队成员，司职中场。她曾随队参加了1998年亚洲运动会、1999年世界杯女子足球赛和2000年悉尼奥运会。